# Kathedraal van Şuşa
De Kathedraal van Şuşa of de Kathedraal van Christus de Verlosser (Armeens: Սուրբ Ամենափրկիչ Ղազանչեցոց Եկեղեցի, Surb Amenap’rkich’ Ghazanch’yets’vots’ Yekeghets’i, of ook wel Kathedraal van Sjoesji) is een Armeens-Apostolische Kerk in de Azerbeidzjaanse stad Şuşa.

## Geschiedenis
De kathedraal werd gebouwd tussen 1868 en 1887 met het verzamelgeld van de stadsbevolking. De architect van de kathedraal was Simon Ter-Hakobjan. De kerk heeft een fraaie witte kleur dankzij de kalksteen waarmee de muren bekleed zijn. Aan de westkant staat voor de ingang een vrijstaande klokkentoren, die iets eerder dan de kerk gebouwd is, namelijk in 1858. Op de tweede verdieping van de toren stonden vier engelenbeelden, die op trompetten bliezen, als symbool uit het Evangelie.
Na haar inwijding werd de kathedraal het middelpunt van het aartsbisdom van Artsach. Nadat het Armeense stadsdeel van Şuşa in maart 1920 grotendeels verwoest werd, zou de kerk niet meer functioneren. Tijdens het Sovjet-Azerbeidzjaanse bestuur werd het gebouw eerst als graanschuur gebruikt, en later als garage.
Tijdens de Oorlog in Nagorno-Karabach in 1988-1994 hadden de Azerbeidzjanen de kerk als wapenmagazijn gebruikt en werden de vier engelenbeelden vernietigd. Nadat de stad in mei 1992 weer in handen van de Karabach-Armeniërs viel werd de kathedraal herbouwd en opnieuw ingewijd. De vier engelenbeelden werden vervangen door nieuwe replica's. Een van deze engelen staat afgebeeld op het wapenschild van Şuşa.

## Azerbeidjzaanse renovatie 2021
Als gevolg van de Oorlog in Nagorno-Karabach van 2020 raakte de kathedraal zwaar beschadigd. De Azerbeidzjaanse autoriteiten, die Şuşa hadden ingenomen, begonnen in 2021 een controversiële renovatie van de kerk. Ze stelden dat de Armeense renovatie in de jaren 1990 niet de correcte was. Experts en historici beschuldigden Azerbeidzjan van geschiedvervalsing en culturele toe-eigening.